# هنري بيتس فيتز
هنري بيتس فيتز هو سياسي أسترالي، ولد في 10 أكتوبر 1817 في وندزر ‏ في أستراليا، وتوفي في 29 ديسمبر 1880 في بريزبان في أستراليا.